# Akvadukt Pegões
Akvadukt Pegões se nachází u města Tomar v centrální části Portugalska. Jeho stavba začala v roce 1593, za vlády Filipa I. Portugalského, a byla dokončena v roce 1614. Smyslem stavby bylo zásobovat vodou klášter Řádu Kristova v Tomaru, a to ze 4 různých zdrojů. Akvadukt je od roku 1910 národní památkou.

## Popis
Akvadukt je dlouhý asi šest kilometrů a má 180 oblouků. V nejhlubší části údolí Pegões je 58 kruhových oblouků neseno šestnácti mohutnými lomenými oblouky. Maximální výška dosahuje třicet metrů.

## Galerie

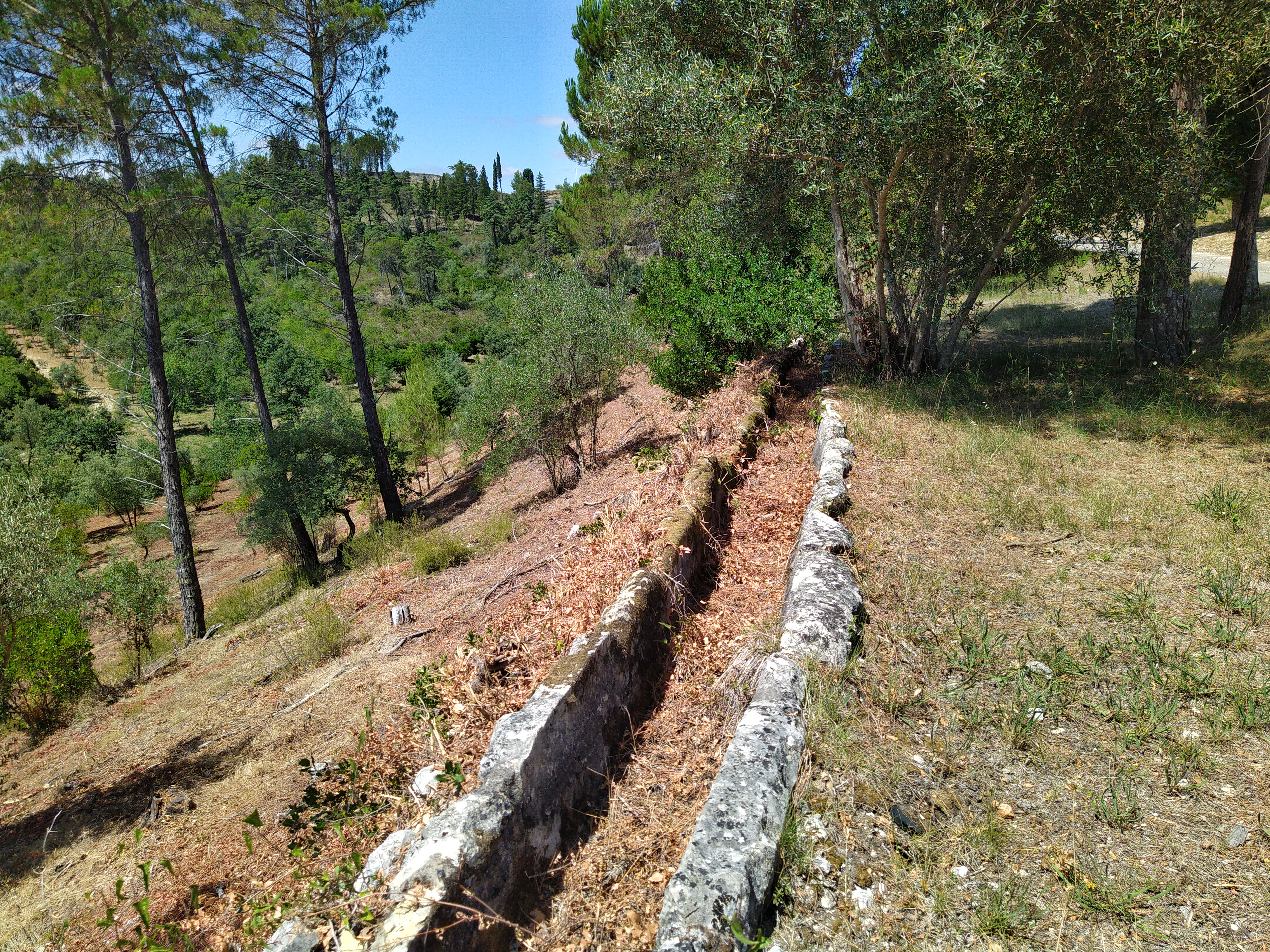
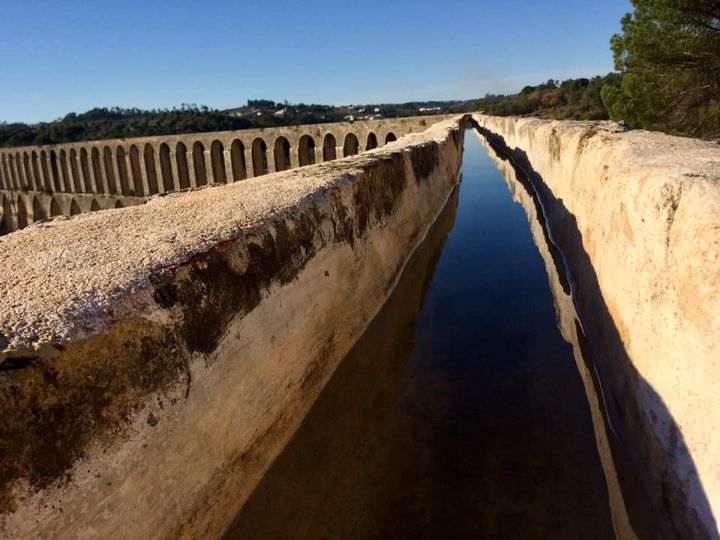
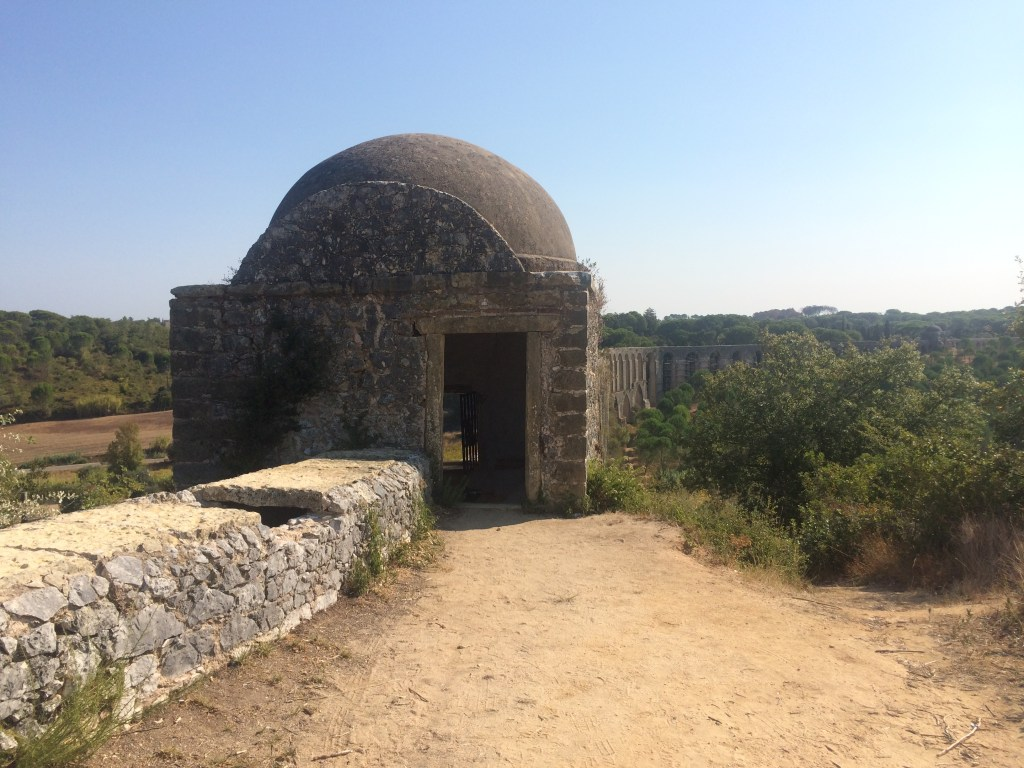
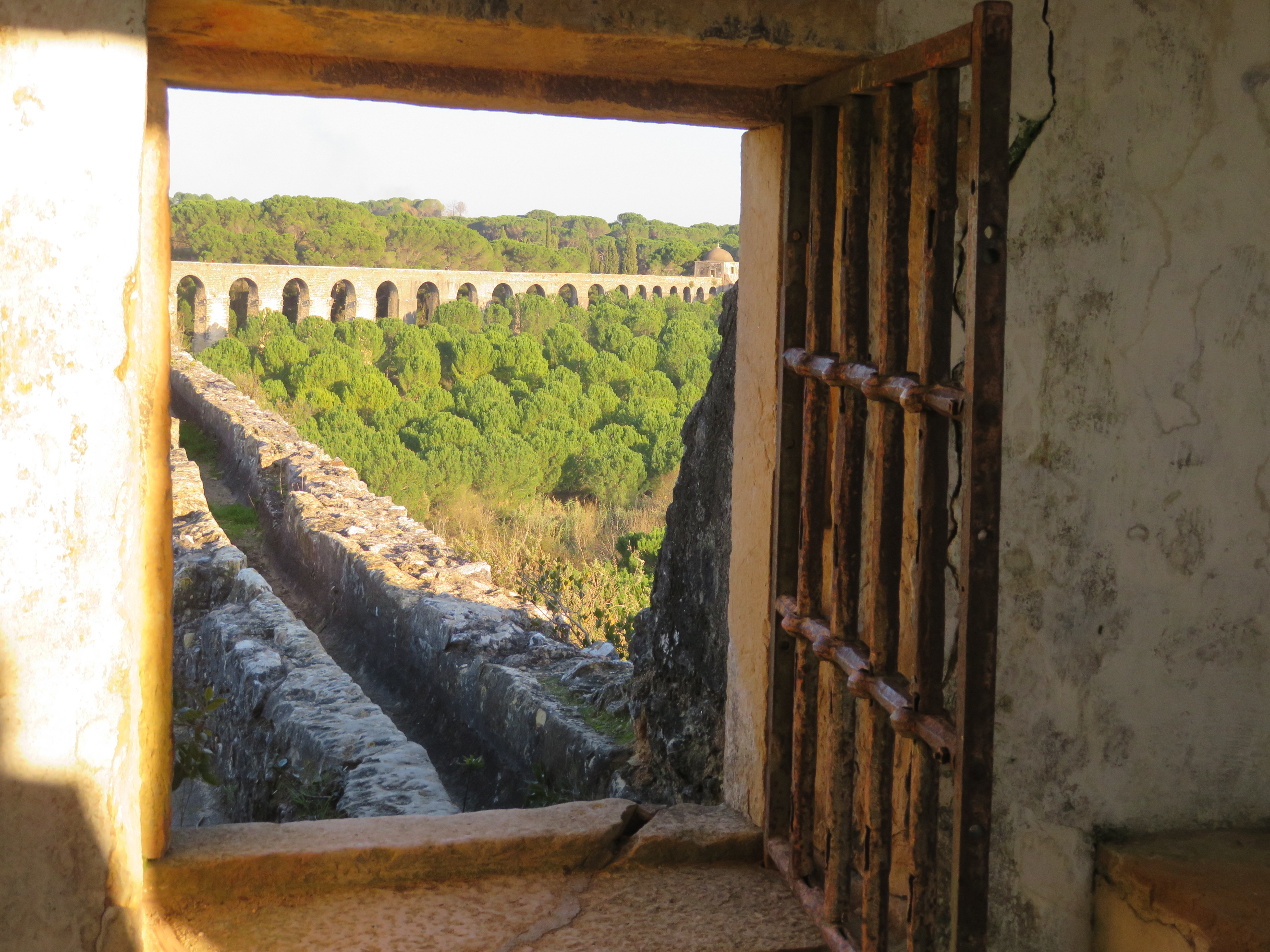
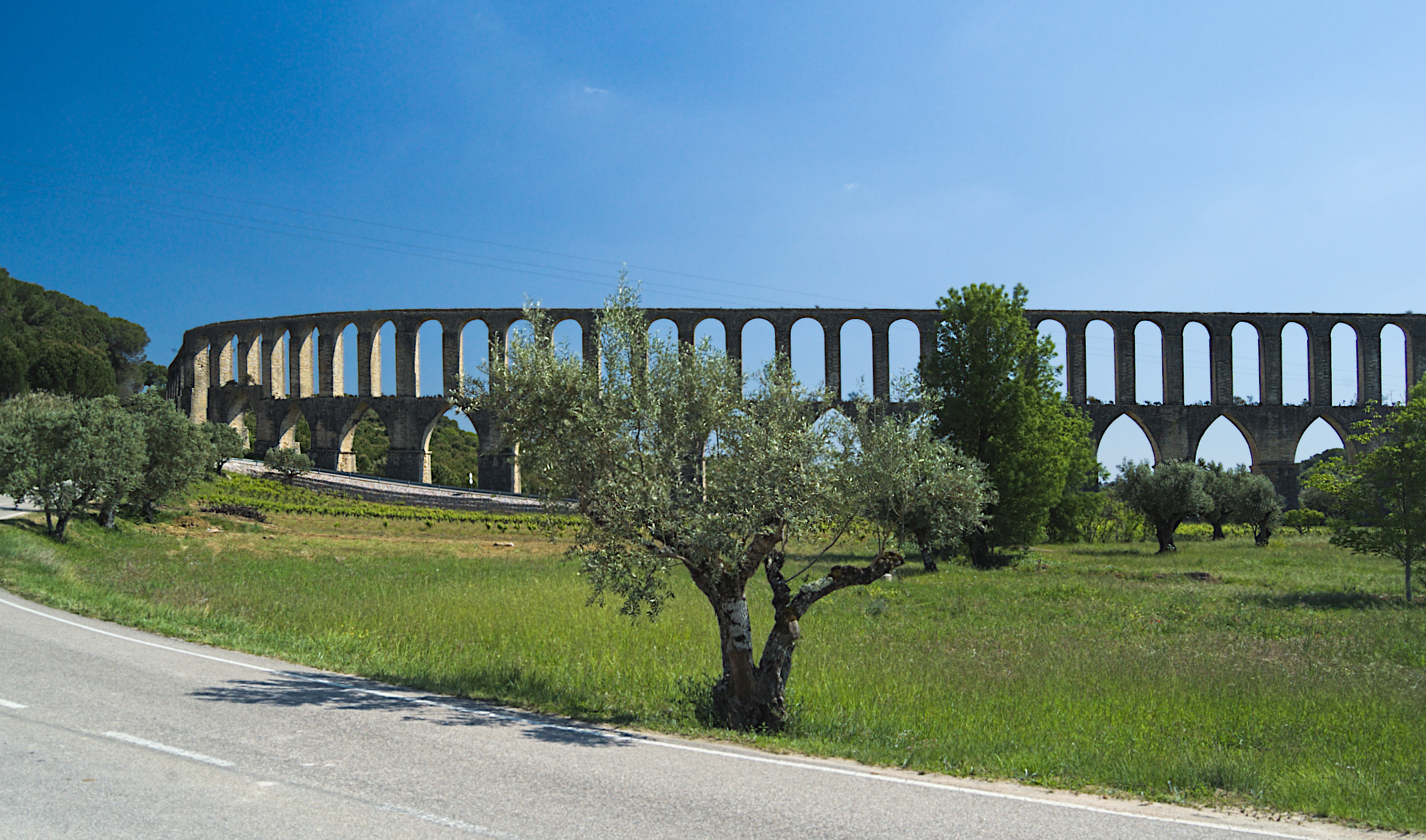
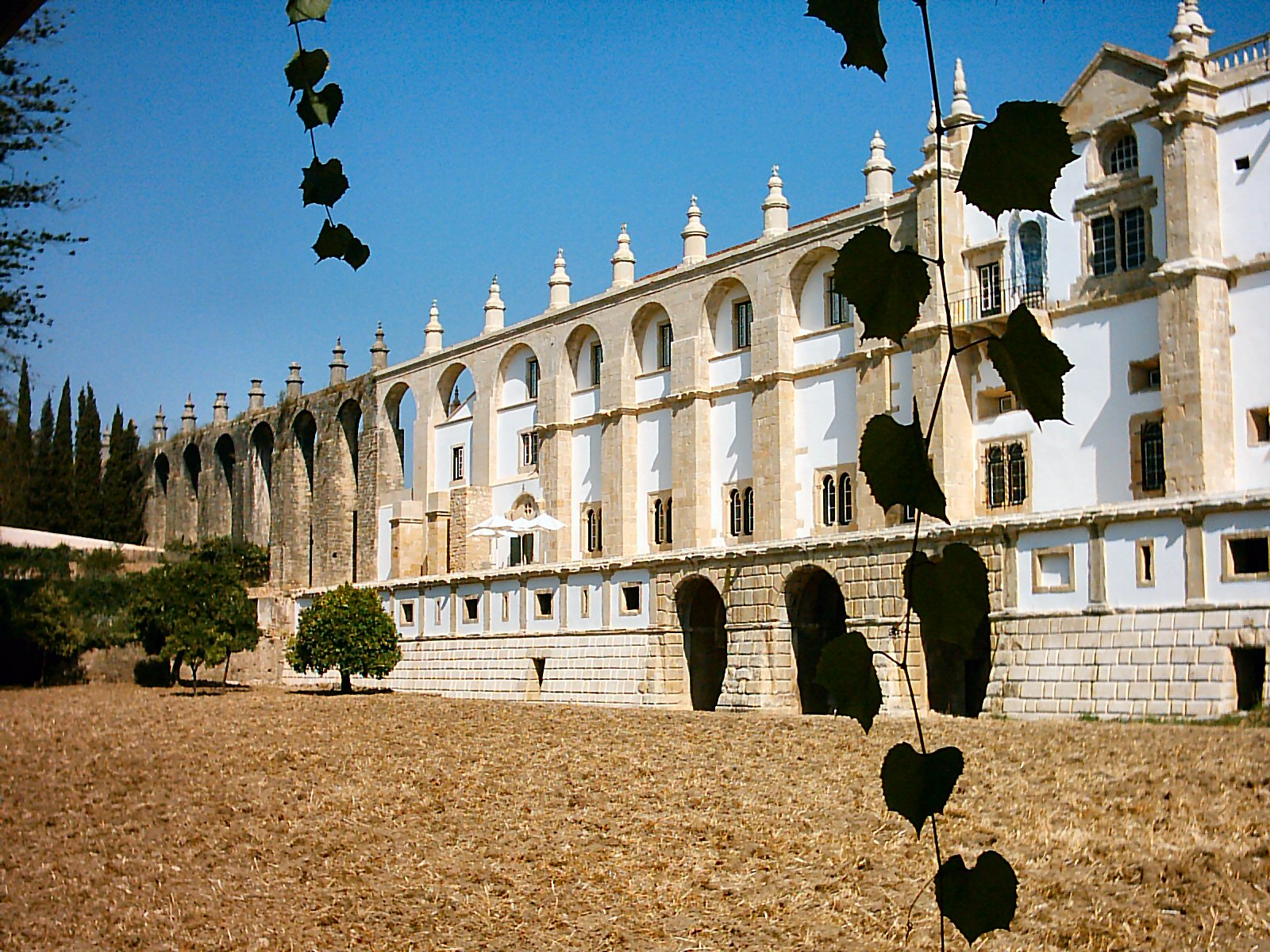